# 096형 잠수함
096형 잠수함은 중국이 개발중인 전략원잠이다.

## 역사
2020년 1번함이 건조될 계획이다. 최신형 JL-3 SLBM 24발을 탑재할 것이다. 진급 잠수함(094형 잠수함)을 대체할 것이다.
진급 잠수함(094형 잠수함)은 수상배수량 8,000 톤, 수중배수량 11,000 톤으로, 러시아의 델타 I급 잠수함과 비슷하다. 델타 I급 잠수함은 러시아에서 퇴역했다.
따라서, 진급 보다 더욱 커진 탕급은 2018년 현재 실전배치중인 러시아의 델타 IV급 잠수함 또는 보레이급 잠수함과 비슷할 것으로 추측된다.
최신형 JL-3 SLBM은 미국의 트라이던트 II와 비슷한데, 미국과 똑같이 24발을 탑재할 것이라는 것을 보면, "중국판 오하이오급 잠수함"으로 볼 수도 있다.

## 비교
- 오하이오급 잠수함,  미국, 수상배수량 17,000톤, 수중배수량 19,000톤, 60톤 트라이던트 II SLBM 24발
- 보레이급 잠수함,  러시아, 수상배수량 15,000톤, 수중배수량 24,000톤, 40톤 RSM-56 불라바 SLBM 16발
- 탕급 잠수함,  중국, 수상배수량 17000톤, 수중배수량 19000톤, 60톤 JL-3 SLBM 24발